# 老高
老高（1981年— ）是一名居於日本、新加坡的YouTuber，與太太小茉開設YouTube頻道「老高與小茉 Mr & Mrs Gao」。

## 早年生活
老高1981年生於中華人民共和國遼寧省大連市。他畢業於大連理工大學，從事金融业IT顧問。老高2004年移居日本，結識了來自內蒙古、昵称小茉的華人留學生女友，兩人2009年結婚。

## YouTuber生涯
老高的本姓不是“高”，最初在2015年，老高就用「Godspeed」這個名字來發表影片，粉絲也因而習慣稱他「老高」。老高與大學同學老肉共同在YouTube開設「KUAIZERO」（酷愛Zero）系列頻道，老高以講解手遊「部落衝突：皇室戰爭」等遊戲為主。2018年老高與太太小茉開設談話式「KUAIZERO」頻道，發表兩人對談的影片，但後來因分紅問題與老肉拆夥，此頻道更名為「老高與小茉 Mr & Mrs Gao」。他們的話題以都市傳說、趣聞、神秘學、陰謀論、懸案為主。
「老高與小茉」訂閱人數在2021年近400萬，2022年達500萬，2023年達585萬。
2021年，他們移居新加坡。

## 爭議
2023年被藍泉媽媽指抄襲日語YouTube頻道內容。
2024年被指七龍珠影片的錯誤資訊太多，引發粉絲不滿，事後老高發表道歉聲明，目前影片已下架。

## 客串演出
- 蔡依林《甜秘密》MV（老高和小茉一起演出）[10]